# آخرین خروجی به بروکلین (ترانه)
«آخرین راه خروج به بروکلین» (به انگلیسی: Last Exit To Brooklyn) تک‌آهنگی از مدرن تاکینگ است که در سال ۲۰۰۱ میلادی منتشر شد. این تک‌آهنگ در آلبوم آمریکا (آلبوم مدرن تاکینگ) قرار داشت.